# Mahder Assefa
Mahder Assefa (født 5. oktober 1987) er en etiopisk skuespillerinde.

## Filmografi
- Boss (2012)
- Trekant (2013)